# Nuoto pinnato ai Giochi mondiali 2022 - 100 m bi-pinne femminile
La gara dei 100 m bi-pinne femminile di nuoto pinnato ai Giochi mondiali 2022 si è svolta il 9 luglio 2022 a Birmingham, at Birmingham CrossPlex. Il programma non prevedeva turni preliminari ma solamente la finale.

## Risultati
| Pos | Atleta               | Nazione       | Tempo |
| --- | -------------------- | ------------- | ----- |
|     | Petra Senánszky      | Ungheria      | 45.38 |
|     | Krisztina Varga      | Ungheria      | 47.80 |
|     | Zuzana Hraskova      | Slovacchia    | 48.05 |
| 4   | Antonina Dudek       | Polonia       | 48.11 |
| 5   | Iryna Pikiner        | Ucraina       | 48.23 |
| 6   | He Pin Li            | Taipei cinese | 48.46 |
| 7   | Yevheniia Tymoshenko | Ucraina       | 48.85 |
| 8   | Aikaterini Maniati   | Grecia        | 49.90 |